# Rhizomucor
Rhizomucor é um género de fungos da família Mucoraceae.